# 阿部翼
阿部 翼（あべ つばさ、1982年4月7日 - ）は、神奈川県出身の元レーシングドライバー。

## プロフィール
- 身長：175cm
- 体重：62kg
- 血液型：RH+O
- 趣味：水泳
- 同じくレーシングドライバーで実業家の阿部光は実弟。

1997年は全日本カート競技選手権にスポット参戦し、1998年よりFAクラスをフル参戦しシリーズ9位。MOTEGIカート選手権も参戦し、FAクラスでシリーズ2位。那須スーパーカップにも参戦しFAクラス優勝した。MOTEGI CUPにも参戦しFAクラスを優勝。1999年には全日本カート競技選手権・東地域を参戦し、東西統一戦はFAクラス6位、シリーズランキング2位を獲得。FMK-FIA WORLD CUP KART RACE IN JAPAN FAクラス出場。
2000年は鈴鹿サーキットレーシングスクール フォーミュラ入学。2001年から2002年はフォーミュラ・ドリーム参戦。2003年から2005年までフォーミュラ・トヨタ参戦し、2005年は4回優勝している。
2006年はSUPER GTのチーム・タケウチのオーディションを受けるが、嵯峨宏紀にポジションを奪われ、活動を休止している。2007年はカレラカップジャパンに参戦し優勝を飾る。
2008年はRACING PROJECT BANDOHからSUPER GT GT300クラスにフル参戦し、第7戦（ツインリンクもてぎ）では最後尾スタートから優勝を果たした。2009年はUP START タイサンポルシェで参戦。
2010年はGT300クラスのアップスタート MOLA Zのレギュラードライバーとして第2戦岡山で優勝を飾るなどしたが、2011年はレギュラーシートを失い、第3戦セパンでのアレキサンドレ・インペラトーリ（SG CHANGI IS350）の代役でのスポット参戦に留まる。
2012年はSUPER GTのスポット参戦もなく、スーパー耐久などに出場していたが、2013年1月、自身のブログでレース活動の引退を発表。現役当時は会社員（株式会社NGWジャパン）として働きつつレース活動を行っていた。
レーシングドライバー引退後、エナジードリンクブランド「KiiVA」(キーバ)を設立。2017年現在、同社の製品はミニストップの一部店舗で取り扱っているほか、通信販売での購入も可能。関口雄飛の個人スポンサーも務めている。

## レース戦績

### SUPER GT
| 年     | 所属チーム            | 使用車両            | クラス | 1      | 2       | 3       | 4       | 5      | 6      | 7      | 8      | 9     | 順位 | ポイント |
| ------ | --------------------- | ------------------- | ------ | ------ | ------- | ------- | ------- | ------ | ------ | ------ | ------ | ----- | ---- | -------- |
| 2008年 | RACING PROJECT BANDOH | トヨタ・セリカ      | GT300  | SUZ 7  | OKA Ret |         |         |        |        |        |        |       | 12位 | 40       |
| 2008年 | RACING PROJECT BANDOH | レクサス・IS350     | GT300  |        |         | FSW 9   | SEP Ret | SUG 15 | SUZ 19 | TRM 1  | AUT 10 | FSW 5 | 12位 | 40       |
| 2009年 | TEAM TAISAN           | ポルシェ・911 GT3RS | GT300  | OKA 10 | SUZ 10  | FSW 4   | SEP     | SUG 7  | SUZ 16 | FSW 14 | AUT 9  | TRM 9 | 13位 | 18       |
| 2010年 | MOLA                  | 日産・フェアレディZ | GT300  | SUZ 2  | OKA 1   | FSW 12  | SEP 6   | SUG 8  | SUZ 16 | FSW C  | TRM 14 |       | 6位  | 43       |
| 2011年 | Team SGC              | レクサス・IS350     | GT300  | OKA    | FSW     | SEP Ret | SUG     | SUZ    | FSW    | AUT    | TRM    |       | NC   | 0        |